# NGC 6677
NGC 6677 ist eine Spiralgalaxie vom Hubble-Typ Sbc im Sternbild Drache am Nordsternhimmel, die schätzungsweise 308 Millionen Lichtjahre von der Milchstraße entfernt ist.
Das Objekt wurde am 8. Juni 1885 von dem US-amerikanischen Astronomen Lewis A. Swift entdeckt.